# ياسوهارو فوروتا
ياسوهارو فوروتا (باليابانية: 古田康治) هو منافس ألعاب قوى ياباني، ولد في 11 سبتمبر 1914، وتوفي في 8 مايو 2008.

## وصلات خارجية
- ياسوهارو فوروتا على موقع أوليمبيديا (الإنجليزية)